# Porto Acre
Porto Acre, originalmente fundada como Puerto Alonso durante el dominio boliviano, es un municipio y ciudad de Brasil, en el nordeste del estado de Acre. Su población es de 14.682 habitantes y tiene una extensión de 2.985 km².

## Límites
Limita al norte con el estado de Amazonas, al sur con los municipios de Bujari y Rio Branco, al este con el municipio de Rio Branco, y al sur con Bujari.

## Historia
Puerto Acre fue fundado el 3 de enero de 1899 por el abogado boliviano chuquisaqueño José Paravicini con el nombre de "Puerto Alonso" como un pequeño homenaje y reconocimiento al presidente de Bolivia de ese entonces Severo Fernández Alonso.
El objetivo de su fundación fue el de intentar asegurar la soberanía boliviana en la región del Acre, el gobierno boliviano en 1900 la declaró capital del Territorio Nacional de Colonias. Era la sede del consulado de Brasil en la región y durante la guerra del Acre fue escenario de importantes batallas. También fue la capital de la efímera República de Acre (1899-1903). En 1993 se escindió del municipio de Rio Branco, al que pertenecía hasta entonces. 
Actualmente, el núcleo urbano cuenta con tan solo 1841 habitantes, lo que supone el 13% de la población municipal. La ciudad fue descentralizada y es factible la futura escisión de una zona rural donde vive la mayor parte de la población. Con la creación del nuevo municipio, con una población estimada de 22000 habitantes, este municipio perdería gran parte de sus tierras de cultivo.

## Economía
| Tamaño de la Economía del Municipio de Porto Acre y Riqueza promedio por cada habitante (PIB per Cápita) | Tamaño de la Economía del Municipio de Porto Acre y Riqueza promedio por cada habitante (PIB per Cápita) | Tamaño de la Economía del Municipio de Porto Acre y Riqueza promedio por cada habitante (PIB per Cápita) |
| Año | PIB (en Dólares)                                                                                         | PIB per Cápita del Municipio (en Dólares)                                                                |
| --- | --- | --- |
| 2002 | US$ 13 millones                                                                                          | US$ 1 144 dólares                                                                                        |
| 2003 | US$ 16 millones                                                                                          | US$ 1 286 dólares                                                                                        |
| 2004 | US$ 16 millones                                                                                          | US$ 1 282 dólares                                                                                        |
| 2005 | US$ 21 millones                                                                                          | US$ 1 623 dólares                                                                                        |
| 2006 | US$ 27 millones                                                                                          | US$ 2 054 dólares                                                                                        |
| 2007 | US$ 37 millones                                                                                          | US$ 2 732 dólares                                                                                        |
| 2008 | US$ 48 millones                                                                                          | US$ 3 454 dólares                                                                                        |
| 2009 | US$ 50 millones                                                                                          | US$ 3 504 dólares                                                                                        |
| 2010 | US$ 65 millones                                                                                          | US$ 4 402 dólares                                                                                        |
| 2011 | US$ 74 millones                                                                                          | US$ 4 901 dólares                                                                                        |
| 2012 | US$ 73 millones                                                                                          | US$ 4 726 dólares                                                                                        |
| 2013 | US$ 79 millones                                                                                          | US$ 4 990 dólares                                                                                        |
| 2014 | US$ 86 millones                                                                                          | US$ 5 267 dólares                                                                                        |
| 2015 | US$ 63 millones                                                                                          | US$ 3 794 dólares                                                                                        |
| 2016 | US$ 63 millones                                                                                          | US$ 3 738 dólares                                                                                        |
| 2017 | | |
| 2018 | | |
| Nota: Las cifras están expresadas en dólares estadounidenses.                                            | | |